# Vizmalo

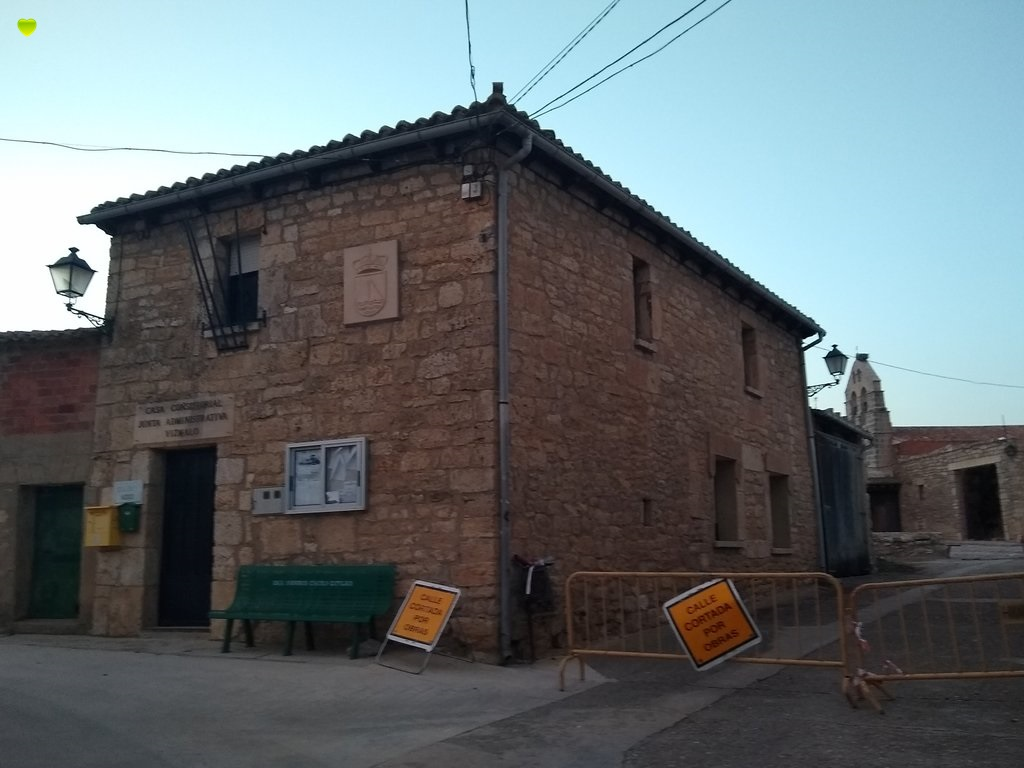
Casa consistorial

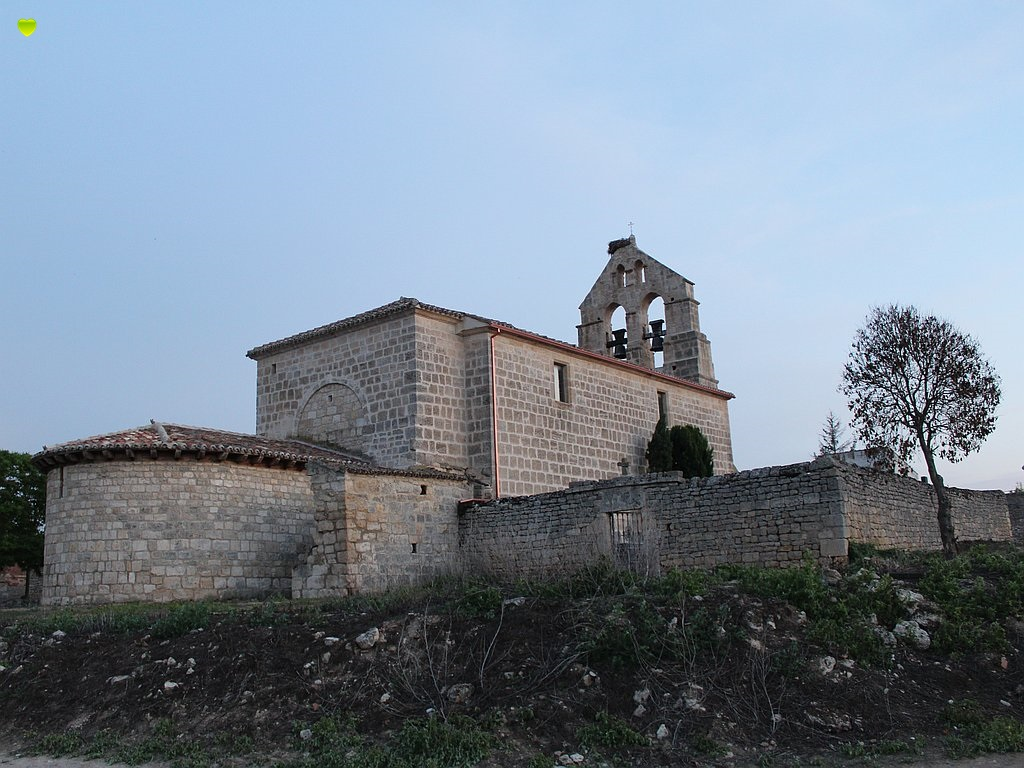
Iglesia de Santa Eulalia de Mérida

Vizmalo es una localidad situada en la provincia de Burgos, comunidad autónoma de Castilla y León (España), comarca de Odra-Pisuerga, ayuntamiento de Revilla Vallejera.

## Datos generales
En 2006 contaba con 26 habitantes. Situado 3,2 km. al este de la capital del municipio, Revilla, junto a la A-62, con acceso desde Villodrigo en el valle del río Arlanzón, junto a las granjas de Finca Santa Rosalia y de Vista Alegre. En su término se encuentra el Alto de Grijalba (905 m.) en el límite con el término de Los Balbases.

## Paisaje
Zona de páramos y campiñas, al oeste de la provincia, formando amenos valles cerealísticos dominados por lejanas perspectivas: tierras de labor cambiantes a lo largo del año, verdes en primavera, amarillas en verano, pardas en otoño, blancas en invierno. El contraste del río Arlanzón con sus túneles de vegetación supone un característico contraste entre la horizontalidad del campo y la verticalidad del árbol. Tonos ocres de tierra, azules del cielo y verdes de vegetación.

## Situación administrativa
Entidad Local Menor cuyo alcalde pedáneo es Evencio Vicente Montoya del Partido Popular.

## Historia
Villa que formaba parte, en la categoría de pueblos solos, del Partido de Castrojeriz, uno de los catorce que formaban la Intendencia de Burgos durante el periodo comprendido entre 1785 y 1833, en el Censo de Floridablanca de 1787, jurisdicción de Señorío siendo su titular Doña Josefa Pimentel, con alcalde ordinario.
Antiguo municipio de Castilla la Vieja en el partido de Castrojeriz (código INE-095194). 
En el Censo de la matrícula catastral contaba con 23 hogares y 68 vecinos.
Entre el Censo de 1857 y el anterior, este municipio desaparece porque se integra en el municipio 09316 Revilla-Vallegera.

## Gastronomía
La gastronomía típica de la zona incluye:
- Lechazo asado
- Morcilla de Burgos
- Queso de Burgos